# Région de recensement de Bethel
La région de recensement de Bethel (Bethel Census Area en anglais) est une région de recensement de l'État d'Alaska aux États-Unis. En 2010, la population était de 17 013 habitants. La région fait partie du borough non organisé et ne possède aucun siège de comté. Sa plus grande ville est Bethel, qui est également la plus grande ville de tout le borough non-organisé.

## Géographie
La région est située dans le sud-ouest de l'Alaska et s'étend sur 117,85 km2 et comprend l'île Nunivak dans la mer de Béring.
La région est arrosée notamment par les fleuves Kuskokwim et Ninglick et la rivière Paimiut Slough.

## Villes et localités
- Akiachak
- Akiak
- Aniak
- Atmautluak
- Bethel
- Chefornak
- Chuathbaluk
- Crooked Creek
- Crow Village
- Eek
- Georgetown
- Goodnews Bay
- Kasigluk
- Kipnuk
- Kongiganak
- Kwethluk
- Kwigillingok
- Lime Village
- Lower Kalskag
- Mekoryuk
- Napaimute
- Napakiak
- Napaskiak
- Newtok
- Nightmute
- Nunapitchuk
- Oscarville
- Platinum
- Quinhagak
- Red Devil
- Sleetmute
- Stony River
- Toksook Bay
- Tuluksak
- Tuntutuliak
- Tununak
- Umkumiute
- Upper Kalskag

## Démographie
| Groupe                           | Bethel | Alaska | États-Unis |
| -------------------------------- | ------ | ------ | ---------- |
| Autochtones d'Alaska             | 82,9   | 14,8   | 0,9        |
| Blancs                           | 11,1   | 66,7   | 72,4       |
| Métis                            | 4,2    | 7,3    | 2,9        |
| Asiatiques                       | 0,9    | 5,4    | 4,8        |
| Afro-Américains                  | 0,4    | 3,3    | 12,6       |
| Autres                           | 0,3    | 1,6    | 6,2        |
| Océaniens                        | 0,2    | 1,1    | 0,2        |
| Total                            | 100    | 100    | 100        |
|                                  |        |        |            |
| Hispaniques et Latino-Américains | 1,1    | 5,5    | 16,7       |

Selon l'American Community Survey, pour la période 2011-2015, 60,56 % de la population âgée de plus de 5 ans déclare parler une langue indigène (principalement le yupik) à la maison, 36,47 % déclare parler une l'anglais, 0,74 % le coréen, 0,65 % l'espagnol et 1,59 % une autre langue.
| 1960  | 1970  | 1980   | 1990   | 2000   | 2010   |
| ----- | ----- | ------ | ------ | ------ | ------ |
| 5 537 | 7 579 | 10 999 | 13 656 | 16 006 | 17 013 |